# Euryxanthops flexidentatus
Euryxanthops flexidentatus is een krabbensoort uit de familie van de Xanthidae. De wetenschappelijke naam van de soort is voor het eerst geldig gepubliceerd in 1983 door Garth & Kim.